# Anidiops manstridgei
Anidiops manstridgei là một loài nhện trong họ Idiopidae.
Loài này thuộc chi Anidiops. Anidiops manstridgei được Mary Agard Pocock miêu tả năm 1897.